# 1st PLACE
1st PLACE株式会社（ファーストプレイス、英: 1st PLACE Co.,Ltd.）は、音楽・映像・3DCG・ソフトウェアの企画・制作・販売やアーティスト・クリエイターのマネジメントなどを主な事業とする日本の企業。

## 略歴
2004年3月、広告代理店で企画やプロデュースなどの仕事に携わってきた村山久美子が起業し設立。
2012年、同社所属の歌手である『Lia』の声をベースとした音声合成ソフトウェア『IA -ARIA ON THE PLANETES-』（以下IA）を発売。IAはヴァーチャルアーティストとしての活動も行っておりワールドツアーの開催や国際情報オリンピックの実行委員に抜擢されるなど、グローバルな展開がなされている。
2015年にはIAに続く第2弾の音声合成ソフトウェア『ONE -ARIA ON THE PLANETES-』が発売。これによりIAと共に新世代の音声創作ツールとしてクリエイターの創作活動をより強力にバックアップするとしている。

## 所属アーティスト
- Lia
- しづ
- 石風呂
- ANANT-GARDE EYES
- out of service

## レーベル
- IA PROJECT
- three dee label
- EDWORD RECORDS
- queens label
- FLAMING JUNE

## 主な作品
- IA -ARIA ON THE PLANETES-シリーズ
- ONE -ARIA ON THE PLANETES-シリーズ
- カゲロウプロジェクト
- ARIA
- spinoid
- LISTENERS